# Salpichroa hirsuta
Salpichroa hirsuta là loài thực vật có hoa trong họ Cà. Loài này được (Meyen) Miers miêu tả khoa học đầu tiên năm 1845.